# Qırmızı Qəsəbə
Qırmızı Qəsəbə (en ruso: Красная Слобода, Krasnaya Sloboda, en hebreo: העיר האדומה‎, ha-'Ir ha-'Adumá; "Ciudad Roja") es un pueblo y municipio en el Raión de Quba, en Azerbaiyán. Tiene una población de 3.598 habitantes.
Está situado en el nordeste de la región, en la ribera izquierda del río Kudialchay, en 29 km de la estación ferrocarril Khachmaz. Se cree que es el único lugar del mundo habitado exclusivamente por judíos fuera de Israel y Norteamérica.  Es el asentamiento principal de los judíos del Cáucaso de Azerbaiyán, con una población de aproximadamente 4.000 habitantes. La lengua más hablada en Qırmızı Qəsəbə es el Juhuri, que pertenece al grupo de las lenguas iranias. Desde el siglo XIX el azerbaiyano ha sido la segunda lengua materna para los judíos montañeses.

## Nombre
Originalmente llamada Yevreiskaya Sloboda (Ciudad Judía), su nombre fue cambiado a Krasnaya Sloboda (Ciudad Roja) en 1926.

## Historia

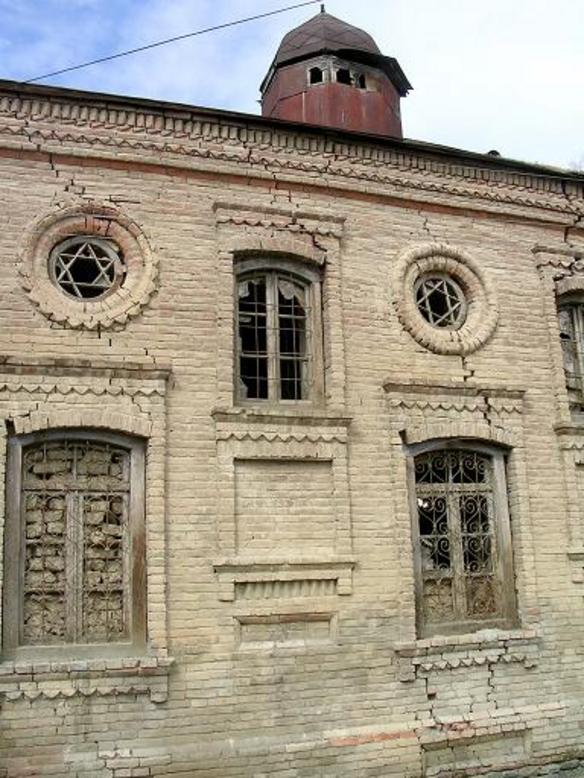
Antigua sinagoga de la ciudad.

La aparición de los judíos montañeses en el Cáucaso se refiere al primer siglo de nuestra época. Según otra versión los judíos montañeses fueron reasentados al territorio de Albania Caucásica por gobernantes persas del territorio de Persia a mediados del siglo V.
Mientras que los judíos montañeses han habitado en la región de Quba desde al menos el siglo XIII, la creación formal de Krasnaya Sloboda se remonta al siglo XVIII, cuando en 1742 el khan de Quba, Feteli Khan, autorizó a los judíos a asentarse y formar una comunidad libre de persecución al otro lado del río en la ciudad de Quba. En 1851, aquí fue construida el primer puente de madera, vinculando Quba y Ciudad Roja.  
La ciudad ha recibido mucho apoyo financiero de familiares que viven en Israel y tiene una nueva sinagoga de nombre homónimo (Beit Knesset). Aun así, después de la independencia de Azerbaiyán en 1991, muchos residentes emigraron a Israel, los Estados Unidos y Europa, por lo que la población bajó de los aproximadamente 18.000 habitantes de la etapa soviética.

## Sinagogas
Hasta el día de hoy en la Ciudad Roja fueron creados 9 barrios. La base arquitectónica del pueblo constituyen los edificios de sinagogas. Es un pueblo moderna, que consta principalmente de cabañas dos o tres plantas. En el pueblo se conservan y funcionan 7 sinagogas. Sinagoga con 7 cúpulas tiene más grande colección de Manuales para la lectura de las páginas de Torá.

### Jerusalén del Cáucaso
La Ciudad Roja reconocerse el centro del desarrollo y conservación de cultura material y espiritual de los judíos montañesas en Azerbaiyán, y no sólo. A este pueblo también se lo llama la “Jerusalén del Cáucaso”.

## Apoyo estatal
Después de la recuperación de la independencia de la República de Azerbaiyán en 1991, el gobierno azerbaiyano hs reconstruido 2 sinagogas en la Ciudad Roja. En Bakú también fueron construidos nuevos edificios para las sinagogas de los judíos montañesas. En 1991 fue recuperado el trabajo de la investigación de las tradiciones de judíos montañesas en la Ciudad Roja. En los últimos años, aquí fueron establecidos unas instituciones educativas, donde se estudian las bases del judaísmo.

## Personas notables
- Yevda Abramov (1948-) - político
- Yagutil Mishiev (1927-) - publicista
- God Nisanov (1972-) - multimillonario desarrollador de propiedad inmobiliaria[5]
- Herman Zakhariaev (1971) - empresario
- Zarakh Iliyev (1966) - excopropietario de Mercado Cherkízovsky